# LONELY BUTTERFLY
「LONELY BUTTERFLY」（ロンリー・バタフライ）は、日本のバンド・レベッカの6枚目のシングル。1986年10月15日にCBS・ソニー / FITZBEATから発売された。

## 制作
表題曲の「LONELY BUTTERFLY」は、コンサートツアーが終わったNOKKOが、直後にレコーディングスタジオに連行され、タイトル曲である『LONELY BUTTERFLY』と書かれたほぼ白紙の紙に、深夜3時まで歌詞を書き上げたという。また、スタジオ外のロビーに米米CLUBのメンバーが談笑していた際、NOKKOは「すみません！ちょっとうるさいんですけど！」と怒ったという。その後、石井竜也が笑い話のネタにしていたと懐古している。

## ミュージック・ビデオ
NOKKOがレコーディングスタジオで歌入れした翌日に、ミュージック・ビデオの撮影を行ったという。

## 収録曲
| 全作詞: NOKKO、全作曲: 土橋安騎夫、全編曲: レベッカ。 |                      |       |            |      |
| #                                                     | タイトル             | 作詞  | 作曲・編曲 | 時間 |
| 1.                                                    | 「LONELY BUTTERFLY」 | NOKKO | 土橋安騎夫 | 4:25 |
| 2.                                                    | 「GIRL SCHOOL」      | NOKKO | 土橋安騎夫 | 3:53 |
| 合計時間:                                             | 合計時間:            | 8:18  |            |      |